# 三棘帶鮋
三棘帶鮋（学名：Taenianotus triacanthus），又稱三棘高身鮋、石狗公、玫瑰絨鮋、石頭魚，輻鰭魚綱鮋形目鮋科帶鮋屬下的唯一種。

## 分布
本魚分布於印度太平洋暖水域。從東非至加拉巴哥群島，北至琉球群島，南至新南威爾斯。

## 深度
水深0~120公尺。

## 特徵
本魚腭骨有齒，身體極度側扁，鱗片變形為小棘狀，埋於皮下；垂直鱗列數大於70。體色變化極大，如白色、紅色、褐色或黑色；有時和背景一樣或模仿葉片隨波搖擺。背鰭極高，硬棘12枚，有毒，需小心注意，軟條10枚。體長可達10公分。

## 生態
本魚主要棲息於在礁沙混合區的礁石上或藻類較繁盛的海域，游泳性不強，以胸鰭趴附停棲。另外本於有褪去外層皮膚的習性，肉食性，以小型底棲動物為主食。

## 經濟利用
非食用魚，多作為觀賞魚。